# Jeddito (Arizona)
Jeddito es un lugar designado por el censo ubicado en el condado de Navajo en el estado estadounidense de Arizona. En el Censo de 2010 tenía una población de 293 habitantes y una densidad poblacional de 20,88 personas por km².

## Geografía
Jeddito se encuentra ubicado en las coordenadas 35°46′6″N 110°7′40″O / 35.76833, -110.12778. Según la Oficina del Censo de los Estados Unidos, Jeddito tiene una superficie total de 14.04 km², de la cual 14.03 km² corresponden a tierra firme y (0.04%) 0.01 km² es agua.

## Demografía
Según el censo de 2010, había 293 personas residiendo en Jeddito. La densidad de población era de 20,88 hab./km². De los 293 habitantes, Jeddito estaba compuesto por el 7.17% blancos, el 1.37% eran afroamericanos, el 83.96% eran amerindios, el 3.41% eran asiáticos, el 0% eran isleños del Pacífico, el 0% eran de otras razas y el 4.1% pertenecían a dos o más razas. Del total de la población el 2.73% eran hispanos o latinos de cualquier raza.